# Hans Krebs (arts)
Hans Adolf Krebs (Hildesheim, 25 augustus 1900 – Oxford, 22 november 1981) was een Duits-Engels arts en biochemicus.

## Biografie
Hij werd geboren in Hildesheim in Duitsland als de zoon van Georg Krebs en zijn vrouw Alma. In Hildesheim ging hij ook naar school. Hij studeerde medicijnen aan de universiteit van Göttingen en de universiteit van Freiburg van 1918 tot 1923. Hij promoveerde in 1925 aan de Universiteit van Hamburg en studeerde daarna een jaar scheikunde in Berlijn. In Berlijn werd hij tot 1930 assistent van Otto Warburg bij het Kaiser Wilhelm Institut für Biologie.
Na 1930 keerde hij terug in de medische wereld. In 1932 werd hij privaatdocent aan de universiteit van Freiburg, maar onder het regime van de nazi's werd Krebs in 1933 vanwege zijn joodse afkomst ontslagen. Hij werd uitgenodigd door Frederick Gowland Hopkins om naar Cambridge te komen, waar hij werkte in de faculteit voor biochemie. In 1935 werd hij hoogleraar in de biochemie aan de universiteit van Sheffield. Van 1954 tot aan zijn emeritaat in 1967 was hij hoogleraar in de biochemie aan de Universiteit van Oxford. Sinds 1967 was hij wetenschappelijk onderzoeker aan de biochemische afdeling van laatstgenoemde universiteit.
Krebs' interessegebied was het metabolisme. Hij ontdekte de ureumcyclus in 1932 en (samen met de student William Arthur Johnson) de citroenzuurcyclus in 1937 met behulp van traceronderzoek. Krebs en Johnson toonden aan dat zelfs een kleine hoeveelheid citroenzuur de zuurstofopname van weefsels enorm deed toenemen. Het resultaat van hun onderzoek werd gepubliceerd in het Nederlandse tijdschrift Enzymologia nadat Nature zijn artikel had afgewezen. De citroenzuurcyclus wordt ook de krebscyclus genoemd, een serie chemische reacties die verantwoordelijk is voor de laatste stap in de dissimilatie van eiwitten, vetten en suikers tot kooldioxide en water. Daarbij worden onder andere ATP, NADH en FADH2 aangemaakt die de cel voorzien in zijn energiebehoefte. In 1953 kreeg Krebs tezamen met Fritz Albert Lipmann de Nobelprijs voor de Fysiologie of Geneeskunde. In 1961 kreeg hij de Copley Medal en in 1958 een gouden medaille van het Genootschap tot Bevordering van Natuur-, Genees- en Heelkunde te Amsterdam.
Sir Hans werd gekozen tot Honorary Fellow of Girton College aan de Universiteit van Cambridge in 1979. Twee jaar later stierf hij in Oxford. Hij was gehuwd met de dertien jaar jongere Margaret Fieldhouse, een onderwijzeres huishoudkunde in Sheffield. Samen kregen ze drie kinderen, de zonen Paul en John Krebs en dochter Helen.

## Werk
- Reminiscences and reflections (1981; m. bibl.; samen met A. Martin)

1901: Behring · 
1902: Ross · 
1903: Finsen · 
1904: Pavlov · 
1905: Koch · 
1906: Golgi, Ramón y Cajal · 
1907: Laveran · 
1908: Mechnikov, Ehrlich · 
1909: Kocher · 
1910: Kossel · 
1911: Gullstrand · 
1912: Carrel · 
1913: Richet ·
1914: Bárány · 
1919: Bordet · 
1920: Krogh · 
1922: Hill, Meyerhof · 
1923: Banting, Macleod · 
1924: Einthoven ·
1926: Fibiger · 
1927: Wagner-Jauregg · 
1928: Nicolle · 
1929: Eijkman, Hopkins · 
1930: Landsteiner · 
1931: Warburg · 
1932: Sherrington, Adrian · 
1933: Morgan · 
1934: Whipple, Minot, Murphy · 
1935: Spemann · 
1936: Dale, Loewi · 
1937: Szent-Györgyi · 
1938: Heymans · 
1939: Domagk · 
1943: Dam, Doisy · 
1944: Erlanger, Gasser · 
1945: Fleming, Chain, Florey · 
1946: Muller · 
1947: C. Cori, G. Cori, Houssay · 
1948: Müller · 
1949: Hess, Moniz · 
1950: Kendall, Reichstein, Hench · 
1951: Theiler · 
1952: Waksman · 
1953: Krebs,Lipmann ·
1954: Enders, Weller, Robbins · 
1955: Theorell · 
1956: Cournand, Forssmann, Richards · 
1957: Bovet · 
1958: Beadle, Tatum, Lederberg · 
1959: Ochoa, Kornberg · 
1960: Burnet, Medawar · 
1961: Békésy · 
1962: Crick, Watson, Wilkins · 
1963: Eccles, Hodgkin, Huxley · 
1964: Bloch, Lynen · 
1965: Jacob, Lwoff, Monod · 
1966: Rous, Huggins · 
1967: Granit, Hartline, Wald · 
1968: Holley, Khorana, Nirenberg · 
1969: Delbrück, Hershey, Luria · 
1970: Katz, Euler, Axelrod · 
1971: Sutherland · 
1972: Edelman, Porter · 
1973: Frisch, Lorenz, Tinbergen · 
1974: Claude, De Duve, Palade · 
1975: Baltimore, Dulbecco, Temin ·
1976: Blumberg, Gajdusek · 
1977: Guillemin, Schally, Yalow · 
1978: Arber, Nathans, Smith · 
1979: Cormack, Hounsfield · 
1980: Benacerraf, Dausset, Snell · 
1981: Sperry, Hubel, Wiesel · 
1982: Bergström, Samuelsson, Vane · 
1983: McClintock · 
1984: Jerne, Köhler, Milstein · 
1985: Brown, Goldstein · 
1986: Cohen, Levi-Montalcini · 
1987: Tonegawa · 
1988: Black, Elion, Hitchings · 
1989: Bishop, Varmus · 
1990: Murray, Thomas · 
1991: Neher, Sakmann · 
1992: Fischer, Krebs · 
1993: Roberts, Sharp · 
1994: Gilman, Rodbell · 
1995: Lewis, Nüsslein-Volhard, Wieschaus · 
1996: Doherty, Zinkernagel · 
1997: Prusiner · 
1998: Furchgott, Ignarro, Murad · 
1999: Blobel · 
2000: Carlsson, Greengard, Kandel ·
2001: Hartwell, Hunt, Nurse · 
2002: Brenner, Horvitz, Sulston · 
2003: Lauterbur, Mansfield · 
2004: Axel, Buck · 
2005: Marshall, Warren ·
2006: Fire, Mello ·
2007: Capecchi, Smithies, Evans ·
2008: Zur Hausen, Barré–Sinoussi, Montagnier ·
2009: Blackburn, Greider, Szostak ·
2010: Edwards ·
2011: Beutler, Hoffmann, Steinman ·
2012: Gurdon, Yamanaka ·
2013: Rothman, Schekman, Südhof ·
2014: O'Keefe, Moser, Moser ·
2015: Campbell, Omura, Tu ·
2016: Osumi ·
2017: Hall, Rosbash, Young ·
2018: Allison, Honjo ·
2019: Kaelin, Ratcliffe, Semenza ·
2020: Alter, Houghton, Rice ·
2021: Julius, Patapoutian ·
2022: Pääbo ·
2023: Karikó, Weissman ·
2024: Ambros, Ruvkun